# Budy Sułkowskie (powiat de Grójec)
Pour les articles homonymes, voir Budy Sułkowskie.
Budy Sułkowskie (prononciation : [ˈbudɨ suu̯ˈkɔfskʲɛ]) est un village polonais de la gmina de Chynów dans le powiat de Grójec de la voïvodie de Mazovie dans le centre-est de la Pologne.

## Histoire
De 1975 à 1998, le village appartenait administrativement à la voïvodie de Radom.